# Originalism
Originalismul este o metodă de interpretare constituțională și statutară. Originaliștii susțin că textul legal ar trebui interpretat pe baza înțelegerii inițiale de la momentul adoptării. Originaliștii se opun ideii evoluției legale conduse de judecători într-un cadru drept jurisprudențial, favorizând în schimb modificările legilor prin legislativ sau prin modificarea Constituției.
Termenul a fost inventat în 1980, iar conceptul a devenit popular în cercurile juridice conservatoare din SUA în anii 1990. Originalismul rămâne totuși deosebit de nepopular în multe democrații, ideologia având adepți în Occident doar în Statele Unite și, într-o măsură mai mică, în Australia. David Fontana susține în Texas Law Review că originalismul are mai mulți adepți în țările care au trecut prin revoluții, în special în cele din America Latină și Africa. Criticii originalismului fac adesea referire la conceptul concurent de Constituție Vie⁠(d), care afirmă că o constituție ar trebui interpretată în funcție de contextul vremurilor actuale.
„Originalismul” se poate referi la intenția de la origine⁠(d) sau la sensul de la origine. Diviziunile dintre teorii sunt despre ce anume era acea intenție originară identificabilă sau semnificația originară: intențiile autorilor sau ale ratificatorilor, sensul de la origine al textului, o combinație a celor două, sau sensul textului, dar nu aplicarea așteptată a acestuia de la origine. Originalismul nu trebuie confundat cu construcționismul strict⁠(d).